# John Porter
John Frederick Porter (ur. 15 sierpnia 1950 w Lichfield) – walijski muzyk, kompozytor i tekściarz. Członek Akademii Fonograficznej ZPAV.

## Życiorys
Studiował politologię na University of Sussex, grywał zarazem na gitarze, występując w klubach muzycznych i pubach. Po hippisowskiej rewolcie wyjechał za granicę, jak wielu mu współczesnych młodych Brytyjczyków. Mieszkał i pracował w Berlinie Zachodnim i Australii, gdzie osiadł jego brat.
Od 1976 mieszka w Polsce, gdzie zaczął tworzyć, komponować, robiąc karierę jako wykonawca. Inspirował się m.in. twórczością Talking Heads czy Television. W maju 1977 na Jazz Jamboree poznał Korę i Marka Jackowskiego, z którym stworzył trio o nazwie „Maanam-Elektryczny Prysznic” (późniejszy Maanam). Współpracował z parą przez około dwa lata, grając w zespole głównie na gitarze akustycznej i wraz z Jackowskim towarzysząc wokalnie Korze. Gdy w maju 1979 Kora i Jackowski nie pojawili się na umówionym koncercie we Wrocławiu, Porter poznał tamtejszych muzyków – gitarzystę Aleksandra Mrożka, basistę Kazimierza Cwynara i perkusistę Leszka Chalimoniuka i wraz z nimi założył Porter Band, rezygnując jednocześnie z gry w Maanamie. W lipcu 1979 zadebiutował z nowym zespołem na Muzycznym Campingu w Lubaniu, a w 1980 wydał z muzykami album pt. Helicopters. 14 września 1980 zagrali rejestrowany koncert w Poznaniu, jednak album koncertowy wydali dopiero dwa lata później jako Mobilization, którego tytułu cenzura nie pozwoliła na wydanie płyty z takim tytułem, a Porter nie chciał z niego rezygnować.
W 1982 wydał debiutancki solowy album pt. China Disco inspirowany jazzem i funky. W następnym roku wydał akustyczny album pt. Magic Moments, który przez nieodpowiednią promocję przeszedł niemal niezauważony na rynku. Przez następne 10 lat wydał jeszcze pięć solowych albumów: One Love, Wings Inside, Life After Sex, It’s A Kid’s Life i Incarnation.
W międzyczasie razem z Maciejem Zembatym zaczął grać koncerty z piosenkami Leonarda Cohena. W 1991 powrócił do elektrycznych brzmień albumem pt. Right Time, której producentem został Neil Black. W latach 90. zniknął z głównego nurtu, do którego niespodziewanie powrócił albumem pt. Alexandria. W 1999 wydał album pt. Porter Band ’99, na którym towarzyszyli mu: gitarzysta Krzysztof Zawadka, basista Marek „Bruno” Chrzanowski, perkusista Piotr „Posejdon” Pawłowski, a gościnnie wystąpił Marcin Żabiełowicz, gitarzysta zespołu Hey. Zespół rozpadł się w 2001 po występach na Przystanku Woodstock i Tyskim Festiwalu Muzycznym Ryśka Riedla „Ku Przestrodze”.
W latach 1988–1997 współpracował z menedżerem i promotorem Andrzejem Bączyńskim.
W lutym 2002 nawiązał współpracę z Anitą Lipnicką, z którą zarejestrował utwór „For You” nagrany z myślą o wydaniu go na albumie Porter Bandu pt. Psychodelikatesy. Duet przez ponad kolejny rok nagrywał materiał na wspólną płytę, w międzyczasie zostali parą także w życiu osobistym. W listopadzie 2003 wydali album pt. Nieprzyzwoite piosenki, a promujący go singiel „Bones of Love” osiągnął sukces komercyjny i trafił m.in. na pierwsze miejsca listy przebojów 30 Ton i RMF FM. Za sprzedaż albumu w 100 tys. egzemplarzy otrzymali platynową płytę, oprócz tego zdobyli nagrodę Fryderyka za popowy album roku. W 2005 wydał z Lipnicką drugi wspólny album pt. Inside Story, za którego sprzedaż uzyskali złotą płytę. Dzięki sukcesowi albumu, który promowali singlami „Hold on”, „Death of a Love”, „Tell Me” i „Such a Shame”, wystąpili na Festiwalu TOPtrendy. Następnie wydali minialbum pt. Other Stories, który stanowi uzupełnienie albumu Inside Story, a także box pt. All the Stories zawierający poprzednie albumy studyjne duetu i DVD z teledyskami.
W 2005 został uhonorowany medalem „Zasłużony Kulturze Gloria Artis”.
18 czerwca 2007 wydano box pt. Why? zawierający jego 12 albumów. 22 lutego 2008 wydał trzeci wspólny album z Anitą Lipnicką pt. Goodbye, który promowali singlami „Old Time Radio” i „Lonesome Traveller”. Za sprzedaż albumu uzyskali status złotej płyty.
W 2016 wspólnie z Nergalem stworzył duet Me and That Man z pogranicza rocka, folku i country. W 2017 wydali wspólny album pt. Songs of Love and Death.

## Życie prywatne
Rozwiedziony z Aleksandrą, z którą ma dwóch synów. W latach 2003–2015 pozostawał w nieformalnym związku z Anitą Lipnicką, z którą ma córkę, Polę (ur. 23 lutego 2006).

## Dyskografia
| Zespół |
| --- |
| - Piotr Winnicki – gitara - Bruno Chrzanowski – gitara basowa - Andrzej Rajski – perkusja - Romuald Kunikowski – instrumenty klawiszowe |

Albumy studyjne
| China Disco                                  | - Data: 1982 - Wydawca: Pronit                                    | –  |                        |
| Wings Inside                                 | - Data: 1991 - Wydawca: ROGOT (1000 egz.)                         | –  |                        |
| Life After Sex                               | - Data: 1989 - Wydawca: P.Z. Tesco                                | –  |                        |
| It's a Kid's Life                            | - Data: 1990 - Wydawca: Pronit                                    | –  |                        |
| Nieprzyzwoite piosenki (oraz Anita Lipnicka) | - Data: 24 listopada 2003 - Wydawca: EMI Music Poland             | 1  | - POL: platynowa płyta |
| Inside Story (oraz Anita Lipnicka)           | - Data: 19 września 2005 - Wydawca: EMI Music Poland              | 2  | - POL: złota płyta     |
| Other Stories (EP; oraz Anita Lipnicka)      | - Data: 2 października 2006 - Wydawca: EMI Music Poland           | 39 |                        |
| Goodbye (oraz Anita Lipnicka)                | - Data: 25 lutego 2008 - Wydawca: EMI Music Poland                | 2  | - POL: złota płyta     |
| Back in Town                                 | - Data: 21 marca 2011 - Wydawca: Good Music Society, Agora        | –  |                        |
| Honey Trap                                   | - Data: 6 października 2014 - Wydawca: Good Music Society, Mystic | 40 |                        |
| Philosophia (oraz Wojtek Mazolewski)         | - Data: 24 maja 2019 - Wydawca: Agora SA                          | 12 |                        |
| On the Wrong Planet (oraz Agata Karczewska)  | - Data: 16 czerwca 2023 - Wydawca: Mystic Production              | 41 |                        |
| „–” album nie był notowany.                  |                                                                   |    |                        |

Kompilacje
| Tytuł                                 | Dane dot. albumu                                          |
| ------------------------------------- | --------------------------------------------------------- |
| Złota kolekcja – Electric Years       | - Data: 1 października 2005 - Wydawca: EMI Music Poland   |
| Złota kolekcja vol.2 – Acoustic Years | - Data: 27 lutego 2006 - Wydawca: EMI Music Poland        |
| All the Stories (oraz Anita Lipnicka) | - Data: 17 listopada 2006 - Wydawca: EMI Music Poland     |
| Why?                                  | - Data: 18 czerwca 2007 - Wydawca: Metal Mind Productions |

Albumy koncertowe
| Tytuł                 | Dane dot. albumu                     |
| --------------------- | ------------------------------------ |
| Magic Moments         | - Data: 1983 - Wydawca: Pronit       |
| One Love              | - Data: 1987 - Wydawca: PolJazz      |
| Incarnation – Live 91 | - Data: 1991 - Wydawca: Yumi Records |

Single
| „Bones of Love” (oraz Anita Lipnicka)    | 2003 | 1  | Nieprzyzwoite piosenki |
| „Then & Now” (oraz Anita Lipnicka)       | 2004 | 12 | Nieprzyzwoite piosenki |
| „Death of a Love” (oraz Anita Lipnicka)  | 2005 | 24 | Inside Story           |
| „Hold On” (oraz Anita Lipnicka)          | 2005 | 1  | Inside Story           |
| „Tell Me, Tell Me” (oraz Anita Lipnicka) | 2006 | 38 | Inside Story           |
| „Such A Shame” (oraz Anita Lipnicka)     | 2006 | –  | Inside Story           |
| „Old Time Radio” (oraz Anita Lipnicka)   | 2008 | 19 | Goodbye                |
| „Honey Trap”                             | 2014 | –  | Honey Trap             |
| „–” singel nie był notowany.             |      |    |                        |

Inne notowane utwory
| „Lonesome Traveller” (oraz Anita Lipnicka)                                             | 2008 | 45 | Goodbye       |
| „Piece of Paradise”                                                                    | 2011 | 33 | Back in Town  |
| „Lawrence”                                                                             | 2011 | 46 | Back in Town  |
| Maciej Maleńczuk – „Highwayman” (oraz John Porter, Adam „Nergal” Darski, Gienek Loska) | 2012 | 43 | Psychocountry |
| „–” utwór nie był notowany.                                                            |      |    |               |

Inne
| Album                                                                                               | Rok  | Uwagi                                                      | Źródło |
| --------------------------------------------------------------------------------------------------- | ---- | ---------------------------------------------------------- | ------ |
| 2 plus 1 – Video                                                                                    | 1985 | gościnnie śpiew w utworze „Chińskie latawce”               | [ 46 ] |
| Maciej Zembaty – Alleluja – Ballady Leonarda Cohena                                                 | 1986 | gitara elektryczna, gitara akustyczna, śpiew               | [ 47 ] |
| Kayah – Kayah                                                                                       | 1988 | gościnnie chórki                                           | [ 48 ] |
| Maciej Zembaty – First We Take Manhattan Then We Take Warsaw – More Leonard Cohen By Maciej Zembaty | 1988 | gitara akustyczna                                          | [ 49 ] |
| Obywatel G.C. – Tak! Tak!                                                                           | 1988 | gitara                                                     | [ 50 ] |
| Maciej Zembaty – Alleluja Live                                                                      | 1988 | gitara elektryczna, gitara akustyczna, śpiew               | [ 51 ] |
| Mirror – Right Time                                                                                 | 1991 | członek zespołu, gitara, śpiew                             | [ 52 ] |
| Jola Jaszkowska – Chcę kochać, pragnąć, chcę żyć...                                                 | 1991 | słowa utworów „Rainbow” i „Where Is Your Love”             | [ 53 ] |
| Chłopcy z Placu Broni – Kocham Cię                                                                  | 1993 | gościnnie gitara                                           | [ 54 ] |
| Golden Life – Bluberd                                                                               | 1997 | gościnnie śpiew w utworze „Life”                           | [ 55 ] |
| Maciej Zembaty – Siła niewolników                                                                   | 2000 | gitara elektryczna, gitara akustyczna, śpiew               | [ 56 ] |
| Morowe panny (kompilacja różnych wykonawców)                                                        | 2012 | Anita Lipnicka, John Porter – „Jeśli nie wrócę”            | [ 57 ] |
| Krzysztof „Kielich” Kieliszkiewicz – Dziecko szczęścia                                              | 2012 | gościnnie gitara akustyczna, słowa utworu „Shanghai Girls” | [ 58 ] |

## Teledyski
| Tytuł                                      | Rok  | Reżyseria                       | Album                  | Źródło |
| ------------------------------------------ | ---- | ------------------------------- | ---------------------- | ------ |
| „Bones of Love” (oraz Anita Lipnicka)      | 2003 | Bolesław Pawica, Jarosław Szoda | Nieprzyzwoite piosenki | [ 59 ] |
| „Hold On” (oraz Anita Lipnicka)            | 2005 | Anna Maliszewska                | Inside Story           | [ 60 ] |
| „Death of a Love” (oraz Anita Lipnicka)    | 2005 | Patrycja Woy, Miguel Nieto      | Inside Story           | [ 61 ] |
| „Such A Shame” (oraz Anita Lipnicka)       | 2006 | –                               | Inside Story           | [ 62 ] |
| „Lonesome Traveller” (oraz Anita Lipnicka) | 2008 | Marta Pruska, Justyna Nagłowska | Goodbye                | [ 63 ] |
| „Old Time Radio” (oraz Anita Lipnicka)     | 2008 | Marta Pruska, Justyna Nagłowska | Goodbye                | [ 64 ] |
| „Piece of Paradise”                        | 2011 | –                               | Back in Town           | [ 65 ] |
| „Honey Trap”                               | 2014 | Michał Braum                    | Honey Trap             | [ 66 ] |

## Filmografia
| Tytuł                    | Rok  | Rola                 | Uwagi                                                               | Źródło |
| ------------------------ | ---- | -------------------- | ------------------------------------------------------------------- | ------ |
| Siedem życzeń            | 1984 | jako niewidomy muzyk | serial fabularny, reżyseria: Janusz Dymek                           | [ 67 ] |
| Miłość z listy przebojów | 1984 | jako Julien Crabs    | film fabularny, reżyseria: Marek Nowicki                            | [ 67 ] |
| Klasa na obcasach        | 1998 | jako Grzech          | serial fabularny, reżyseria: Małgorzata Potocka, Mirosław Dembiński | [ 67 ] |
| Szatan kazał tańczyć     | 2016 | jako Neil            | film fabularny, reżyseria: Katarzyna Rosłaniec                      | [ 67 ] |

## Nagrody i wyróżnienia
| Rok  | Kategoria                                          | Tytułem                | Nagroda        | Nota      | Źródło |
| ---- | -------------------------------------------------- | ---------------------- | -------------- | --------- | ------ |
| 2003 | Album roku pop                                     | Nieprzyzwoite piosenki | Fryderyki 2003 | Laur      | [ 59 ] |
| 2003 | Wideoklip roku                                     | „Bones of Love”        | Fryderyki 2003 | Nominacja | [ 59 ] |
| 2004 | Grand Prix                                         | „Bones of Love”        | Yach Film 2004 | Nominacja | [ 68 ] |
| 2004 | Montaż                                             | „Bones of Love”        | Yach Film 2004 | Nominacja | [ 68 ] |
| 2005 | Kreacja aktorska wykonawcy utworu muzycznego       | „Hold on”              | Yach Film 2005 | Nominacja | [ 69 ] |
| 2005 | Album roku pop                                     | Inside Story           | Fryderyki 2005 | Nominacja | [ 70 ] |
| 2006 | Wydawnictwo specjalne – najlepsza oprawa graficzna | All The Stories        | Fryderyki 2006 | Nominacja | [ 71 ] |
| 2006 | Zdjęcia                                            | „Death of Love”        | Yach Film 2006 | Nominacja | [ 72 ] |
| 2024 | Album roku blues                                   | „On The Wrong Planet”  | Fryderyki 2024 | Laur      | [ 73 ] |